# Alla Baïanova
Alla Baïanova (18 mai 1914 - 30 août 2011) est une chanteuse russe. 

## Biographie
Alla Baianova (18 mai 1914 - 30 août 2011) était une chanteuse emblématique des romances russes et tsiganes. Née à Chişinău (alors partie de l’Empire russe, aujourd’hui en Moldavie), elle a grandi dans une famille de musiciens. Son père, Joseph Weissfeld, violoniste renommé, a initié Alla à la musique dès son jeune âge.
Débuts de carrière
La famille d’Alla a déménagé à Bucarest, en Roumanie, dans les années 1920, où elle a commencé à chanter dans des restaurants et des salles de spectacle. Sa voix puissante et son style captivant ont rapidement attiré l’attention. Elle s'est spécialisée dans les romances russes et tsiganes, des genres profondément émotionnels et mélancoliques.
Carrière internationale
Dans les années 1930, Alla Baianova s'est produite dans plusieurs pays européens, consolidant sa réputation de chanteuse talentueuse. Pendant la Seconde Guerre mondiale, malgré les défis posés par le conflit, elle a continué à se produire pour des publics variés, y compris des soldats.
Après la guerre, elle a vécu en exil pendant un certain temps avant de revenir en Union soviétique. En URSS, malgré les restrictions artistiques imposées par le régime, elle a trouvé un large public pour ses interprétations passionnées.
Reconnaissance tardive
Dans les années 1990, après la chute de l’Union soviétique, Alla Baianova a connu un regain d’intérêt. Elle s'est produite sur de nombreuses scènes prestigieuses, y compris au Kremlin. Elle a continué à chanter jusqu’à un âge avancé, incarnant la tradition musicale russe et tsigane.
Elle est décédée le 30 août 2011 à Moscou, laissant derrière elle un héritage musical intemporel.

## Discographie
Bien que ses enregistrements soient parfois difficiles à retracer en raison des bouleversements de son époque, Alla Baianova a laissé une empreinte indélébile à travers plusieurs albums et chansons emblématiques. Voici une sélection :
Albums
« Песни Аллы Баяновой » (Chansons d'Alla Baianova)
Un recueil de ses interprétations classiques de romances russes et tsiganes.
« Воспоминание » (Souvenirs)
Cet album présente des enregistrements émouvants et des interprétations mélancoliques.
« Грустные песни любви » (Chansons tristes d'amour)
Une collection de romances touchantes qui mettent en avant la profondeur émotionnelle de sa voix.
Chansons célèbres
« Дорогой длинною » (Dorogoi Dlinnoyu)
Une romance populaire souvent interprétée dans le monde entier sous le titre anglais Those Were the Days.
« Отчего так быстро вянут розы » (Pourquoi les roses se fanent-elles si vite ?)
Une chanson poignante sur l’amour et la perte.
« Очи чёрные » (Yeux noirs)
Une interprétation unique de ce classique tsigane.
« Тёмная ночь » (Nuit sombre)
Une romance célèbre, souvent associée à la Seconde Guerre mondiale.
« Скажи, зачем » (Dis-moi pourquoi)
Une chanson pleine de nostalgie et de mélancolie.